# 長谷川房雄
長谷川 房雄（はせがわ ふさお、1922年（大正11年）1月 - 2020年（令和2年）12月29日）は、日本の建築学者。専門は建築環境工学、建築計画学。東北大学名誉教授。工学博士。

## 来歴
1922年（大正11年）、静岡市生まれ。1934年（昭和9年）3月、静岡市立安西小学校卒業。1939年（昭和14年）3月、静岡県立静岡中学校卒業。1942年（昭和17年）9月、静岡高等学校 (旧制)理科一類卒業。1945年（昭和20年）9月、東京帝国大学第二工学部建築学科卒業。同年11月、財団法人建設技術研究所に就職。1951年（昭和26年）3月、同退職。4月、東北大学工学部建築学科助教授、1961年（昭和36年）9月、『建築壁体の熱伝導計算法に関する研究』により工学博士（東京大学）。1965年（昭和40年）6月、同教授。建築計画原論、建築環境工学を担当。建築設備計画講座を立ち上げ，後のサステナブル空間構成学講座の礎を築き、1985年（昭和60年）3月、定年退官。勲三等旭日中綬章。

## 著書
- 『建築計画原論Ⅱ 7. 不定常電熱』渡辺要 編（文筆担当）丸善　昭和40年1月15日